# Dunkle Mauerspinne

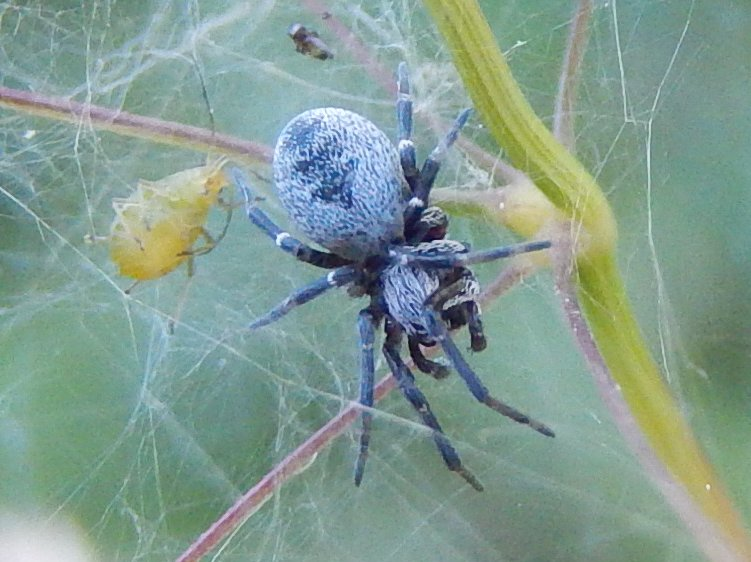
Ein Exemplar in ihrem Netz mit einer erbeuteten Blattlaus.

Die Dunkle Mauerspinne (Brigittea latens, Syn.: Dictyna latens) ist eine Art der Kräuselspinnen.

## Merkmale
Männchen werden 1,75–2,5 mm lang, Weibchen 2,5–3,5 mm. Die Art ist dunkel, oft einfarbig schwarz, der Hinterleib ist lückig und gleichmäßig mit locker sitzenden weißen Haaren bedeckt. Die Beine sind überwiegend schwarz, die äußeren Abschnitte bräunlich. Die Chelizeren sind an der mittleren Innenseite stark gewölbt, so dass von frontal gesehen der Eindruck eines runden Lochs entsteht. In Mitteleuropa und Großbritannien ist die Art aufgrund ihrer dunklen Farbe leicht von den anderen Arten zu unterscheiden, auch von der eingewanderten und heller gefärbten Brigittea civica.

## Verbreitung
Die Art lebt in Europa und Zentralasien. Nördlich der Alpen sehr zerstreut.

## Lebensraum
Auf Kräutern und niedrig auf Sträuchern in warmen Lagen. Die Tiere weben ein cribellates Netz an der Spitze von lebenden oder toten Pflanzen, ebenso an Büschen, Ginster und ähnlichen Gewächsen. Meist in Heidegebieten und Ginster, aber auch auf anderer niedriger Vegetation oder in alpinen Trockenweiden.

## Wissenswertes
Die Art ist reif im Mai und Juni.